# Лепосава Трбуховић
Лепосава Трбуховић (Лазаревац, 22. октобар 1939 ‒ Београд, 8. март 2012) била је српска археолошкиња, кустосткиња Народног музеја у Београду.

## Биографија
Основну школу и гимназију завршила је у Лазаревцу. На Групи за археологију Филозофског факултета у Београду дипломирала је 1964. године. Звање магистра стекла је на истом факултету 1970. године, одбранивши тезу под насловом „Страни етнички елемент у неким аварским некрополама средњег Подунавља“.
Њена главна интересовања била су усмерена на појединe аспектe касноантичке цивилизације, укључујући римско-византијску, као и традицију новоприспелих народа, односно на проблеме осетљивог раздобља Сеобе народа и укрштања многобројних културних елемената на Балкану. Поступно опредељивање за проучавање комплексног периода Сеобе народа, са становишта римско-византијске археологије, обележило је њен каснији теоретски рад.
Учествовала је у многим истраживањима археолошких налазишта из различитих периода: Доња Топоница (1964‒1967), Велики и Мали Градац у Доњем Милановцу ‒ Тaliatae (1966), Бокa Которскa ‒ рекогносцирање локалитета (1966‒1967), Сремска Митровица ‒ Sirmium (1968‒1975), Шабац и околина ‒ рекогносцирање (1969‒1970), Бачко Петрово Село (1970‒1971), Царичин град ‒ Iustiniana Prima (1976), Курвинград (1981) и другим.
Године 1970, Лепосава и њен супруг др Војислав Трбуховић објавили су књигу „Доња Топоница ‒ дарданска и словенска некропола“, у којој је она изнела резултате вишегодишњих истраживања на овом локалитету и обрадила материјал са словенске некрополе. Најзначајнија и најпотпунија специјалистичка знања остварила је у оквиру пројекта истраживања античког Сирмијума, који је поверен Археолошком институту у Београду. Од 1968. до 1975. године била је стални члан екипе у Сремској Митровици и један од блиских сарадника професора др Владислава Поповића. У оквиру ових ископавања руководила је секторима на више локалитета, међу којима се истичу истраживања хиподрома (1969‒1971) и северног бедема (1973‒1975). Имајући у виду њену археолошку оријентацију, др Владислав Поповић и др Ноел Дивал, руководиоци поменутог пројекта, поверили су јој и рад на делу публикације Sirmium VII (1977), о касноримским и рановизантијским магацинима поред јужног градског бедема. Резултат њеног интересовања у почетном периоду научно-истраживачког рада представља студија „Аварски налази из Сирмијума и његове шире области“ (Sirmium IV, 1982: 61‒73). Изучавајући и даље аваро-словенске налазе, указaла је на њихове трагове у доњем Подрињу и околини, и то у чланку објављеном у Гласнику Српског археолошког друштва 3 (1986).
После дугогодишњег рада, Лепосава Трбуховић се 1976. године запослила у Народном музеју у Београду, као приправник у Античком одељењу. Студијски боравак у Паризу, у новембру исте године, допринео је њеном даљем стручном усавршавању. На почетку рада у Музеју, заједно са Миливојем Величковићем, обрађивала је археолошку грађу из Легата Дуњић. Звање кустоса стекла је 1977. године, после положеног стручног испита. На кратко се вратила теренском раду 1981. године, када је руководила археолошким ископавањима мањег обима на локалитету Курвинград код села Мала Врбица, на десној обали Дунава, о чему сведочи извештај у Ђердапским свескама III (1986).
Године 1983. Лепосава Трбуховић била је аутор изложбе и пратећег каталога „Византија и варвари на тлу Србије“ која је била приређена у Народном музеју у Београду. Као њен организатор, сарађивала је са музејима у Сомбору, Вршцу, Новом Саду, Нишу и Лесковцу. Каталог поменуте изложбе једна је од ретких публикација тог типа у домаћој археологији, у којој је ова комплексна тема обрађена на основу 191 предмета материјалне културе од IV до VIII века са територије данашње Србије, представљајући истовремено најзначајније народе (племена) и међусобне утицаје са Византијом. Изложба је од јуна до септембра 1985. године гостовала у Италији, у Археолошком музеју у Милану, са пратећим каталогом на италијанском језику (Bizanzio e i barbari nella Serbi, Milano 1985).
Била је ангажована за стручну обраду грађе и поставку у Археолошкој збирци Завичајног музеја у Гроцкој, о чему сведочe текст „Завичајни музеј у Гроцкој“ (1986) и чланак у Зборнику Народног музеја XIII-1 (1988). До одласка у пензију 2003. изучавала је збирку археолошких предмета из периода Сеобе народа, која јој је била поверена. Из ове тематске области произашли су њени радови, већином чланци о фибулама и касноантичком накиту из музејских збирки, које је објавила у Зборнику Народног музеја IX‒X (1979), XI‒1 (1983), XIII‒1 (1988) и XIV‒1 (1992).